# 무아얭카발리주

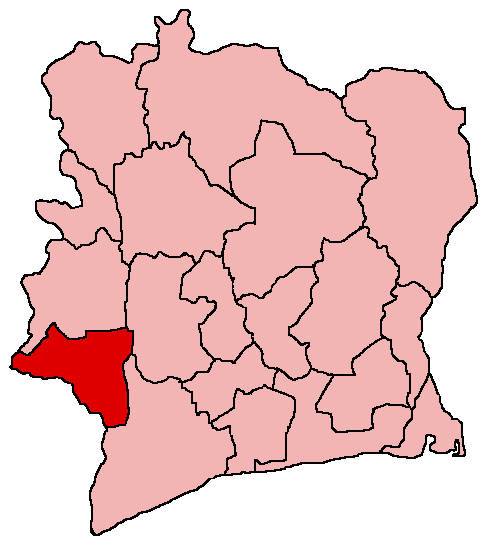
무아얭카발리주

무아얭카발리주(프랑스어: Moyen-Cavally)는 코트디부아르에 존재했던 행정 구역이다. 주도는 기글로(Guiglo)이며 면적은 14,150km2, 인구는 443,200명(2002년 기준)이었다. 3개의 하위 행정 구역(뒤에쿠에, 기글로, 툴레플뢰)을 관할했다.